# 홍범진
홍범진(洪氾珍, 1979년 12월 24일~)은 대한민국의 기업인, 요리연구가이다.

## 상세
홍범진은 어린시절 해산물 요리를 접한 뒤 요리사로 진로를 정했고, 후에 전문 셰프가 되어 한국 최고의 일식집과 스시야에서 각종 해산물 손질과 요리법을 익혔다. 현재는 용인시 신갈동과 성남시 정자동의 바다요리 전문점 동해왕코다리 대표로 재직중이며, 푸드스타일리스트, 요리연구가 및 블로거로 활동중이다.

## 자격
- 부동산권리분석사 1급
- 푸드스타일리스트 1급
- 음식평가사 (FEP) 1급
- 창업상권분석지도사 1급
- 마케팅기획전문가 1급
- 부동산정보분석사 1급
- 안심창업관리사
- 프랜차이즈마스터
- 외식경영마스터
- 복어조리기능사
- 한식조리기능사